# TN 70
La TN 70 (abréviation de « tête nucléaire 70 ») est une ogive thermonucléaire de fabrication française utilisée dans les missiles balistiques stratégiques lancés depuis les sous-marins nucléaires lanceurs d'engins (SNLE) de la classe Le Redoutable.
Elle a une puissance de 150 kt.
Mise en service le 25 mai 1985 dans les missiles balistiques M4-A qui embarque une grappe de six ogives tombant en fin de parcours dans un quadrilatère de 150 km de long sur 120 km de large, elle a été remplacée à partir de 1987 par la TN 71 qui équipe les missiles M4-B, une déclinaison améliorée du M4-A.
Il y avait 96 ogives TN 70 actives avant leur remplacement en 1987, et plus aucune en 1997, date à laquelle elle a été retirée du service.